# Le Tigre
Le Tigre es una banda estadounidense de electroclash, formada en 1998 por Johana Fateman y Kathleen Hanna, cantante de Bikini Kill. El grupo se caracteriza por su activismo feminista y sus letras comprometidas con la defensa de grupos discriminados como la comunidad LGBT.

## Historia
La idea original de Le Tigre nació en 1997, cuando Kathleen Hanna, antigua miembro de la banda punk Bikini Kill, comenzó una carrera en solitario bajo el pseudónimo Julie Ruin y necesitaba una banda que le acompañara durante sus conciertos. Gracias a este proyecto conoció a Johanna Fateman y a la realizadora Sadie Benning. El trío puso en marcha Le Tigre en 1998, y desde sus inicios se autoproclamó como un grupo feminista de música electrónica. Un año después lanzaría Le Tigre (1999), su primer álbum bajo el sello independiente Mr. Lady Records y que tuvo en Deceptacon su sencillo más destacado.
Sadie Benning abandonó Le Tigre en 2000, momentos antes de la grabación del segundo álbum, y fue sustituida por JD Samson. El nuevo miembro de la formación ya trabajaba con el grupo como ayudante en los montajes visuales realizados por Sadie en los conciertos, y colaboraba en los arreglos musicales de los temas. Con el lanzamiento del disco Feminist Sweepstakes (2001) Le Tigre se confirmó como un grupo electrónico con fuerte carga social, siendo prueba de ello el activismo de sus miembros. Así, Kathleen Hanna es una portavoz feminista contra los abusos sexuales, mientras que JD Samson ha defendido en múltiples ocasiones los derechos de la comunidad LGBT. Este compromiso también se reflejó en sus letras, en ocasiones cercanas a la izquierda política como su abierta oposición a la Guerra de Irak en 2003.
Cuando la discográfica Mr. Lady desapareció, Le Tigre firmó un contrato con el sello Universal Music, para el que grabaron su tercer trabajo This Island (2004). Sin embargo, la formación continuó colaborando con otros sellos independientes para discos con remixes de sus mejores temas. El grupo consiguió proyección internacional, y en 2005 realizó actuaciones en festivales en Europa.
A mediados de 2006, Le Tigre anunció que la formación se iba a tomar un descanso para que sus miembros emprendieran proyectos en solitario. JD Samson realizó múltiples colaboraciones con artistas como Peaches o Junior Senior, puso en marcha la banda MEN e inició una carrera como disc jockey. Kathleen Hanna participó en campamentos para artistas en Nueva York, mientras que Johanna Fateman tuvo un hijo y mantuvo un negocio de peluquería. En 2009, Le Tigre retomó la actividad para colaborar con artistas como Peaches o Christina Aguilera, entre otros, mientras iniciaba la preparación de un DVD, Who Took the Bomp? Le Tigre on Tour, que vio la luz en junio de 2011.
JD Samson y Johanna Fateman colaboraron con Pussy Riot en un concierto realizado en 2014 organizado por Vice Magazine. En 2015 se volvieron a juntar con Pussy Riot para grabar una canción y un video musical para la serie de Netflix House of Cards.
En septiembre de 2016 la banda se reunió para grabar la canción "I'm With Her", en apoyo a la campaña presidencial de Hillary Clinton.
En diciembre de 2021 anunciaron que tocarían al año siguiente en el This Ain't No Picnic Festival.
En 2023 anunciaron su primera gira en 18 años.

## Miembros
- Kathleen Hanna (vocalista y guitarra)
- Johanna Fateman (bajo y coros)
- JD Samson (sintetizador, teclado y coros)

## Discografía
- Le Tigre (1999, Mr. Lady)
- Feminist Sweepstakes (2001, Mr. Lady)
- This Island (2004, Universal Music)